# Cantone di Ydes
Il Cantone di Saint-Paul-des-Landes è una divisione amministrativa dell'arrondissement di Mauriac.
È stato costituito a seguito della riforma approvata con decreto del 13 febbraio 2014, che ha avuto attuazione dopo le elezioni dipartimentali del 2015.

## Composizione
Comprende i 19 comuni di
- Antignac
- Arches
- Bassignac
- Beaulieu
- Champagnac
- Champs-sur-Tarentaine-Marchal
- Jaleyrac
- Lanobre
- Madic
- La Monselie
- Le Monteil
- Saignes
- Saint-Pierre
- Sauvat
- Sourniac
- Trémouille
- Vebret
- Veyrières
- Ydes